# Ernani Bernardi
Ernani Bernardi (ur. 29 października 1911, zm. 4 stycznia 2006) – amerykański muzyk pochodzenia włoskiego.

## Wyróżnienia
Posiada swoją gwiazdę na Hollywoodzkiej Alei Gwiazd.